# Osteobrama bakeri
Osteobrama bakeri är en fiskart som först beskrevs av Day, 1873.  Osteobrama bakeri ingår i släktet Osteobrama och familjen karpfiskar. IUCN kategoriserar arten globalt som livskraftig. Inga underarter finns listade i Catalogue of Life.